# Húsares de Pueyrredón

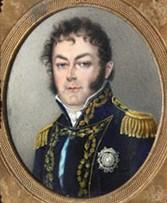
Juan Martín de Pueyrredón.

El escuadrón de Húsares de Pueyrredón fue un cuerpo de milicias criollas voluntarias creado en la campiña de Buenos Aires durante las Invasiones Inglesas de 1806-1807 al Virreinato del Río de la Plata. Está considerado el segundo regimiento más antiguo del arma de caballería en la historia del Ejército Argentino después del Regimiento de Blandengues. Pese a los cambios de nombres, se registra una continuidad histórica hasta el actual Regimiento de Caballería de Tanques 10 «Húsares de Pueyrredón».

## Historia

### Ocupación y reconquista (1806)
La organización militar del Virreinato del Río de la Plata preveía para el territorio de Buenos Aires dos unidades veteranas de caballería, los Blandengues, creado para la defensa de la frontera contra los indígenas, y el Regimiento de Dragones de Buenos Aires o Fijo de Caballería. A esas fuerzas, con escasas tropas en su planta efectiva, se sumaban desde 1762 milicias en los partidos del interior de la provincia y desde 1801 el Regimiento de Caballería de Voluntarios de Buenos Aires con recluta en la periferia de la ciudad de Buenos Aires.
Producida la invasión británica al Río de la Plata en 1806 y tras la ocupación de la ciudad de Buenos Aires, muchos de los voluntarios se negaron a aceptar la rendición y se ocultaron en las quintas y en los campos, mientras en la ciudad se organizaban algunos focos de resistencia.
El virrey Rafael de Sobremonte se retiró al interior para levantar un ejército en la Intendencia de Córdoba del Tucumán convocando tropas del interior del Virreinato, mientras que Santiago de Liniers pasaba a Montevideo y de acuerdo con el gobernador Pascual Ruiz Huidobro organizaba un segundo ejército en esa ciudad. En Buenos Aires, algunos vecinos preparaban planes de sabotaje contra el invasor y en la campaña Juan Martín de Pueyrredón se dispuso a organizar y equipar una fuerza de caballería miliciana que debía servir de auxilio a la reconquista.
Dice el coronel José Melián en sus Apuntes Históricos: "Pronto encontramos un caudillo. Don Juan Martín de Pueyrredón nos pasó la palabra, que al instante halló eco en todos nuestros amigos. Nos alistamos más de 300 que debíamos reunirnos armados en un día dado en la Chacarita de los Colegiales. Desde allí nos sería fácil conmover la campaña."
Comisionado secretamente por el cabildo de Buenos Aires, el 9 de julio Pueyrredón pasó a la Banda Oriental junto a su socio y amigo Manuel Andrés Arroyo y Pinedo y a Diego Herrera. El 14 llegó a Montevideo y se reunió con su gobernador Pascual Ruiz Huidobro, sumándose luego el capitán de navío Santiago de Liniers quien arribó el día 16.
Pueyrredón recibió el encargo de volver a Buenos Aires para organizar fuerzas voluntarias de apoyo y juntar caballadas y víveres para la fuerza principal que partiría de Montevideo al mando de Liniers. El 17 regresó con Arroyo y Diego Herrera y tras desembarcar en San Isidro con la ayuda principal de Herrera encaró su misión de levantar la campaña.
Luján fue el centro de reunión elegido y allí convergieron también las fuerzas de Blandengues de los fuertes de Chascomús, Salto, Rojas y Luján al mando de Antonio de Olavarría y de paisanos y peones de San Isidro, Pilar, Morón, Navarro, Exaltación de la Cruz, y otras poblaciones de la zona. 
Pueyrredón asistía a sus milicianos con sus propios recursos y con los suministrados por el asturiano Diego Álvarez Barragaña, cubriendo los jornales de 4 y medio reales con que se los compensaba por el trabajo perdido.
Como no tenían un uniforme en común, el cura párroco de la villa, presbítero Vicente Montes Carballo les proveyó de cintas celestes y blancas de treinta y ocho centímetros de largo (colores y altura de la virgen respectivamente, las "medidas de la Virgen"), que desde ese entonces les servirían como elemento de identificación.
Entre 650 y 800 hombres, casi todos de caballería, estuvieron listos para marchar hacia Buenos Aires a fines de julio de 1806 y el 31 de ese mes acamparon en la chacra de Perdriel ubicada a unos 20 km al noroeste de la ciudad.
Al tener noticia de los preparativos, el comandante británico general William Carr Beresford al mando de 600 hombres del Regimiento 71 de Highlanders atacó las posiciones de Pueyrredón el 1 de agosto de 1806, quien arriesgando el objetivo principal y pese a que por esa razón el grueso de los Blandengues se retiraba, resolvió presentar batalla. En el Combate de Perdriel los defensores fueron dispersados por los británicos pese al arrojo demostrado por las milicias de caballería que pese a la inferioridad numérica cargaron al mando del mismo Pueyrredón sobre las disciplinadas fuerzas enemigas.
El 10 de agosto las fuerzas de Liniers desembarcaron y sin esperar el ejército de Sobremonte avanzaron sobre la ciudad agregando sobre la marcha numerosos voluntarios, entre ellos Pueyrredón con sus hombres. El 12 de agosto Liniers inició su ataque que culminó con la rendición de Beresford. Los húsares tuvieron destacada actuación en la reconquista, principalmente en el ataque a la Plaza Mayor.

### Húsares de Pueyrredón

Húsares de Pueyrredón - Oficial (lámina de época)

El Cabildo Abierto del 14 de agosto de 1806 otorgó el mando militar a Liniers y el político al regente de la Real Audiencia Lucas Muñoz y Cubero, y dispuso organizar cuerpos de milicias para defender a Buenos Aires de una previsible nueva invasión. La población de la ciudad respondió masivamente a la convocatoria y para octubre las milicias ya contaban con unos 8500 hombres, la mayoría criollos.
Juan Martín de Pueyrredón tuvo a su cargo la organización de las fuerzas de caballería, formándose un cuerpo de tres escuadrones de húsares, el primero bajo su mando directo y los restantes bajo las órdenes de dos colaboradores suyos, el teniente coronel Lucas Vivas el segundo, y de Pedro Ramón Núñez el tercero. 
- Bajo el mando directo de Pueyrredón, el Primer Escuadrón de Húsares Voluntarios Urbanos, Húsares del Rey o Húsares de Pueyrredón tenía originalmente 166 plazas.

- Al mando de Vivas, el Segundo Escuadrón de Húsares Voluntarios Urbanos, Húsares de Vivas o Infernales de Vivas con 161 plazas, elevadas a 186 en octubre de 1806.

- Al mando de Pedro Ramón Núñez, el Tercer Escuadrón de Húsares Voluntarios Urbanos, Infernales de Núñez o Húsares de Núñez, con 164 plazas, aumentadas a 181 en octubre de 1806.

En los oficios del 4 y 10 de septiembre de 1806, elevados por Santiago de Liniers al Virrey Sobremonte y al ministro Manuel Godoy, informa ya la formación del cuerpo de Húsares por el Rey y por la Patria Voluntarios: "Tengo coordinados tres escuadrones de voluntarios cuyos individuos han servido a todos en la Reconquista quienes de por sí se obligan a uniformarse y a mantener caballos a pesebres; cada escuadrón debe componerse de ciento y veinte jinetes, armados solo de sable y pistola, vestidos a la Húsara", por lo que se lo considera el primer cuerpo de voluntarios creado para luchar contra los invasores.

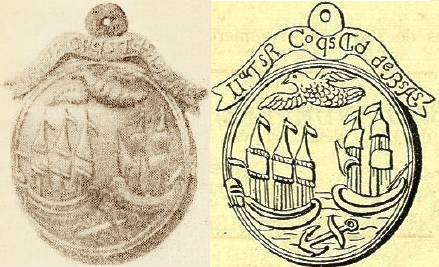
Medalla del Combate de Perdriel.

El 5 de septiembre, el Cabildo hizo grabar medallas con las armas de la Ciudad para distinguir a los vecinos que "se hallaron en la acción de Pedriel... [y] concurrieron al acto de la reconquista el día 12 de agosto".
En el mes de noviembre se formó un cuarto escuadrón al mando de Diego Herrera, el Cuarto Escuadrón de Húsares, Cazadores de la Reina o Carabineros de Herrera, con 154 plazas, llevadas luego a 219 hombres.

Húsares de Pueyrredón - Oficial

El capitán Martín Rodríguez, nombrado el 19 de agosto de 1806, quedó como líder de los Húsares cuando Pueyrredón fue enviado por el Cabildo de Buenos Aires a España, en noviembre de 1806.
El grueso de sus tropas y oficialidad estaba formado por vecinos de Buenos Aires y paisanos de la campaña, entre ellos quienes habían tenido su bautismo de fuego en Pedriel.
Se sumaron también desertores del ejército de Beresford (alemanes, holandeses, irlandeses), entre los que destacó el trompa Frank Smith, que formó en el segundo escuadrón de Húsares, quien confundió a las fuerzas de la segunda invasión con sus toques de alto el fuego.
Según lo dispuesto por la Junta de Guerra del 2 de marzo de 1807, los escuadrones de Húsares se elevaron a 203 hombres, organizados en 4 compañías y se dispuso su acuartelamiento ante la ocupación de Montevideo por las fuerzas inglesas. 
Sólo la tropa de línea recibía sueldo: los voluntarios solo percibían alguna remuneración cuando se acuartelaban o salían de campaña. El escuadrón de Húsares de Pueyrredón se costeó sus propios uniformes, a lo que ayudó el hecho de que estaba compuesto en buena medida de jóvenes de buena posición económica.
Al igual que los demás uniformes, llevaban pantalón blanco y casaca azul, distinguiéndose por los distintivos o las galeras con penachos de distinto colores. Los Húsares de Pueyrredón llevaban en el ojal una cinta azul y blanca, primer cuerpo en usar esos colores que se devendrían años después en los de la Bandera Argentina, cintas como las recibidas en Luján en 1806.
Las restantes unidades de caballería miliciana eran los Quinteros y Labradores (Antonio Luciano de Ballester, 332 plazas), los Migueletes (Alejo Castex, 193 hombres), los Carabineros de Carlos IV (Benito Rivadavia, 190) y la escolta de Liniers (José Díaz, 71 hombres).
Al producirse la segunda invasión inglesa al Río de la Plata, esta vez iniciada con la ocupación de la Banda Oriental, el coronel Francisco Javier de Elío atacó Colonia del Sacramento el 22 de abril de 1807, siendo rechazado por las fuerzas del coronel Dennis Pack. El 20 de mayo Liniers envió a Elío el tercer escuadrón de Húsares como refuerzo pero el 7 de junio fue vencido por Pack en el Combate de San Pedro.
El 16 de febrero Juan Martín de Pueyrredón se encontraba en Salvador de Bahía, Brasil, camino de España y en misión diplomática cuando tomó conocimiento del próximo ataque a Buenos Aires por parte de los británicos, enviando una encendida proclama a sus Húsares.
Al producirse el segundo ataque a Buenos Aires, las milicias voluntarias constituyeron la fuerza principal de la defensa de la ciudad y tras un revés inicial en el combate de Miserere forzaron a capitular al fuerte ejército británico al mando de John Whitelocke y evacuar las posiciones ocupadas en la Banda Oriental. 
Derrotadas las invasiones inglesas, una Junta de Guerra efectuada el 23 de julio de 1807 decidió que finalizado ese mes solo permanecerían a sueldo el regimiento de Patricios y el primer escuadrón Húsares de Pueyrredón. Los demás cuerpos seguirían organizados pero sin goce de sueldo, como lo estaban antes de febrero de 1807.
El 31 de julio Elío arribó a Montevideo, acompañado por Martín Rodríguez y los Húsares, para asegurar la evacuación de esa plaza por el invasor.

## Reconocimiento real
El 13 de enero de 1809 la Junta Suprema de Sevilla dispuso en nombre del rey premiar a los oficiales de los distintos cuerpos milicianos de Buenos Aires reconociendo los grados militares que se les había otorgado:

PRIMER ESCUADRON DE HÚSARES.

Grado de Capitán.—Al Capitan Comandante interino don Martin Rodríguez, y á los Capitanes don Miguel Mejías y don Andrés Puyrredon.

De Teniente.—A los Ayudantes don Domingo French, don José María Tajiman, y a los Tenientes don Francisco María Orma y don José Bernaldes.

De Alférez.—Al Alférez don Blas Pico, y al Porta-estandarte don Juan Santiago Cavenago.

A don José Antonio Piedra, agregacion de Alférez al Cuerpo de caballería urbana que el Virey le destinare.

SEGUNDO ESCUADRON DE HÚSARES.

Grado de Teniente Coronel.—A los Comandantes don Lúcas Vivas y don Tomás Castellon.

De Capitán.—A los Capitanes don Félix Villotay don Bernardo Martínez.

De Teniente.—A los Tenientes don Manuel Blanco Martínez, don Federico Bárbara, don Patricio Linch, don Manuel Alvarez, don Antonio Urueta, y al Ayudante don Tomás Rivera.

De Alférez.—A los Alféreces don Leonardo Gándara, don Manuel Insua, don Mariano Ibarrola, don Martin Freire; á los Cadetes don Ignacio Nuñez y don Leon Díaz, y al Porta-estandarte don Francisco Soto.

ESCUADRON DE HÚSARES CAZADORES.

Grado de Capitán.—Al Comandante interino don Benito Rivadavia, y á los Capitanes don Miguel Terrada, don José María Rabadan, don Rafael Palavicino, y á los primeros Tenientes don Miguel Albarracin, don Vicente Salomon, don Manuel Medina y don Estanislao Martínez.

De Teniente.—A los segundos Tenientes don Antonio Leyva, don Casto José Cáceres, y don Domingo Rosales, y á los Ayudantes don Luis Sanchez y don Juan Barra.

De Alférez.—A los Alféreces don Francisco Martínez, don Francisco Matorras y don Juan Moas.

## Reorganización
Reemplazado Liniers, la junta de guerra del 11 de septiembre de 1809 presidida por el nuevo virrey Baltasar Hidalgo de Cisneros, reorganizó las fuerzas voluntarias de la ciudad de Buenos Aires, incluyendo los Húsares: transformó al cuarto escuadrón en un cuerpo de infantería, el Batallón de Infantería Ligera Cazadores de Carlos IV, que pasó luego a revistar al mando de Luis Fernández, y disolvió el segundo y tercer escuadrón.
Sólo quedaba operativo el primer escuadrón, con un efectivo de 150 hombres organizados en tres compañías, y una plana mayor compuesta por un comandante de escuadrón, un sargento mayor, un ayudante y un portaguión. El escuadrón recibió el nuevo nombre de Húsares del Rey, y pasó a ser considerado cuerpo reglado en su servicio y disciplina militar.

### Húsares de la Patria
Producida la Revolución de Mayo de 1810, por decreto del 29 de mayo el escuadrón fue declarado "Unidad Veterana" y renombrado como Húsares de la Patria. Días después, el 9 de junio, se lo transformó en Regimiento, continuando en el mando Martín Rodríguez, ascendido a coronel, y agregándosele los remanentes del viejo regimiento de Dragones de Buenos Aires y milicianos.
Los Húsares de la Patria intervinieron desde el primer momento en la guerra de Independencia de la Argentina sumándose 50 de sus hombres a la Primera expedición auxiliadora al Alto Perú. 
El 17 de octubre de 1810 una partida exploradora de Húsares al mando del teniente Antonio Rodríguez (hermano del general Martín Rodríguez) puso en fuga tropas del ejército realista que cubrían la retirada de la villa de Tupiza. 
El 27 de octubre se batieron en el combate de Cotagaita y el 7 de noviembre de 1810 integraron la reserva que arrolló el flanco oeste y la retaguardia realista en la batalla de Suipacha.
A fines de noviembre a raíz de un oficio de Juan José Castelli a la Junta se reorganizó el Ejército Auxiliar del Perú, conformándose un escuadrón de Húsares del Rey y otro de Húsares de la Patria.
El 20 de junio de 1811 integraron la reserva a las órdenes del coronel Juan José Viamonte en la batalla de Huaqui. Tras esa derrota el cuerpo fue disgregado, pasando la mayoría de sus efectivos al nuevo Regimiento de Dragones de la Patria. 
El 20 de febrero de 1813, el regimiento luchó en la batalla de Salta. La unidad contaba con 4 escuadrones de 3 compañías cada uno y cada compañía constaba de 17 suboficiales y 103 soldados. En noviembre de 1814 pasaron a tener 4 oficiales, 18 suboficiales y 83 soldados.
En esa primera década de la lucha por la emancipación surgieron otras unidades similares como los Húsares de la Libertad (16 de septiembre de 1813) y los Húsares de la Guardia (13 de julio de 1814), renombrado Húsares de la Unión el 21 de febrero de 1815 y los Húsares de Tucumán (octubre de 1816)
Los húsares continuaron al servicio de las Provincias Unidas del Río de la Plata hasta la disolución del Estado nacional por efectos de la Anarquía del Año XX. El 1 de octubre de 1820 la provincia de Buenos Aires creó sobre su base a los Húsares de Buenos Aires, unidad que se considera da continuidad a los Húsares de Pueyrredón a la que le siguió una sucesión de unidades y nombres creadas y reconstituidas hasta llegar al actual Regimiento de Caballería de Tanques 10.

## Comandantes Notables
- Juan Martín de Pueyrredón
- Lucas Vivas
- Pedro Ramón Núñez
- Martín Rodríguez
- Antonio Gonzalez Balcarce